# ایرل
ایرل (به فرانسوی: Airel) یک کمون در فرانسه است که در Canton of Saint-Clair-sur-l'Elle واقع شده‌است.

## خصوصیات
ایرل ۱۰٫۱۷ کیلومترمربع مساحت و ۵۲۸ نفر جمعیت دارد و ۵ متر بالاتر از سطح دریا واقع شده‌است.